# Ширица (приток Лынны)
Ширица (Шприца) — река в России, протекает по Волховскому району Ленинградской области. Левый приток реки Лынна, бассейн Сяси.

## География
Ширица начинается в болотах восточнее города Волхов, около железнодорожной станции Мурманские Ворота. Течёт на северо-восток вдоль полотна железной дороги Волховстрой — Мурманск. Около станции Георгиевский резко поворачивает на юго-восток и впадает слева в Лынну в 7 км от устья последней. Перед устьем на левом берегу расположена деревня Яхновщина. Длина реки — 16 км.

## Данные водного реестра
По данным государственного водного реестра России относится к Балтийскому бассейновому округу, водохозяйственный участок реки — Сясь, речной подбассейн реки — Нева и реки бассейна Ладожского озера (без подбассейна Свирь и Волхов, российская часть бассейнов). Относится к речному бассейну реки Нева (включая бассейны рек Онежского и Ладожского озера).
Код объекта в государственном водном реестре — 01040300112102000018471.